# Russ Blinco
Russ Blinco (* 12. März 1908 in Grand-Mère, Québec; † 1982) war ein kanadischer Eishockeyspieler (Center), der von 1933 bis 1939 für die Montreal Maroons und Chicago Black Hawks in der National Hockey League spielte.

## Karriere
Blinco wechselte nach drei Jahren bei den Brooklyn Crescents 1932 zu den Springfield Indians in die Canadian-American Hockey League. Noch im Laufe der Spielzeit wechselte er in die International Hockey League zu den Windsor Bulldogs. Im Rahmen dieser Transaktion gingen die NHL-Rechte an ihm von den New York Rangers auf die Detroit Red Wings über, die diese bald danach an die Montreal Maroons weitergaben. Nach guten Leistungen in Windsor zu Saisonbeginn wurde Blinco von den Maroons im Laufe der Saison 1933/34 in die National Hockey League berufen. Nach guten Leistungen in seiner NHL-Debütsaison wurde er vom Liga-Präsidenten Frank Calder als bester Rookie ausgezeichnet.
Der gebürtige Kanadier zeigte Stärken sowohl in der Offensive wie auch in der Defensive. Er zählte zu den fairsten Sportlern seiner Zeit. In der Saison 1934/35 gewann er mit den Maroons den Stanley Cup. 1937 spielte er beim Howie Morenz Memorial Game in einer Auswahl aus Spielern der Maroons und Montréal Canadiens, die gegen ein All-Star-Team der anderen sechs NHL-Teams antrat. Blinko war der erste Spieler in der NHL, der mit einer Brille spielte. Sein Spitzname war „Beaver“.
Für 30.000 Dollar wechselte er gemeinsam mit Baldy Northcott und Earl Robinson zur Saison 1938/39 zu den Chicago Black Hawks. Dort spielte er noch eine Spielzeit, bevor er seine Karriere beendete.

## Erfolge und Auszeichnungen
- 1934 Calder Trophy
- 1935 Stanley-Cup-Gewinn mit den Montreal Maroons

## Karrierestatistik
(Legende zur Spielerstatistik: Sp oder GP = absolvierte Spiele; T oder G = erzielte Tore; V oder A = erzielte Assists; Pkt oder Pts = erzielte Scorerpunkte; SM oder PIM = erhaltene Strafminuten; +/− = Plus/Minus-Bilanz; PP = erzielte Überzahltore; SH = erzielte Unterzahltore; GW = erzielte Siegtore; 1 Play-downs/Relegation; Kursiv: Statistik nicht vollständig)